# Луций Ицилий (трибун 409 пр.н.е.)
Луций Ицилий (Luciy Icilius) е политик на Римската република през края на 5 век пр.н.е.
Луций произлиза от плебейската фамилия Ицилии и има още два братя: Ицилий и Ицилий, на които не се знае малкото име.
Тримата братя са заедно народни трибуни през 409 пр.н.е.